# Телодерма шорстка
Телодерма шорстка (Theloderma asperum) — вид земноводних з роду Theloderma родини Веслоногі.

## Опис
Загальна довжина досягає 3—3,5 см. Голова невелика, морда загострена. Очі великі, опуклі. Шкіра шорстка, вкрита невеликими пухирцями. Забарвлення дуже мінливе. Основний тон спини темно-коричневий, іноді з домішкою чорного. За очима по боках спини присутні світлі ділянки кремового кольору, також забарвлені крижі. Молоді особини відрізняються більш світлим забарвленням з темно-коричневими або сірими плямочками. На лапах зазвичай є виражений малюнок з темних і світлих смуг. Райдужина очей червона.

## Спосіб життя
Полюбляє вологі первинні тропічні ліси, які ростуть у карстових районах на висоті від 400 до 1400 м над рівнем моря. Селиться в порожнинах на деревах. Зазвичай живе групами, що складається із самця, кількох самиць й молодих телодерм. Веде напівводний спосіб життя. Живиться комахами, ракоподібними, дрібними молюсками.
Процес парування ще достатньо не вивчено Самиця відкладає яйця, з яких через 8—10 діб з'являються пуголовки. Метаморфоз триває 56—70 днів.

## Розповсюдження
Мешкає від східної Індії до В'єтнаму, зустрічається на Малаккському півострові, південному Китаї (Тибет, Юньнань, Гуансі).